# 76-мм танковая пушка образца 1938/39 годов (Л-11)
76-мм танковая пушка образца 1938/39 годов (Л-11) — советская танковая пушка, разработанная в СКБ-4 Ленинградского Кировского завода конструктором И. А. Махановым.

## История создания
В 1937 году с учётом опыта зарубежного танкостроения и войны в Испании руководство РККА приняло решение о создании 76-мм танковых пушек с баллистикой 76-мм зенитной пушки Лендера. Задания на проектирование было выдано конструкторским бюро Кировского завода и завода № 92 (Горький). Пушка ЛКЗ, получившая индекс Л-11, прибыла на НИАП в апреле 1939 года, в то время как горьковская Ф-32 вышла на полигонные испытания уже в марте. В ходе испытаний лучшей была признана Ф-32, но ввиду того, что Л-11 было гораздо проще запустить в серию, поскольку она являлась прямой наследницей уже выпускавшейся Л-10, то пушка была принята на вооружение в качестве временной меры, пока не будет начат выпуск Ф-32 (официально принята на вооружение 26 января 1940 года).

## Описание конструкции
За основу взята танковая пушка Л-10 с удлинением нарезной части до 30 калибров и упрочнёнными механизмами противооткатных устройств (тормоз отката гидропневматический с пружинным клапаном). Вертикальный клиновой полуавтоматический затвор с устройством для отключения полуавтоматики. Характерные для пушек Маханова противооткатные устройства, в которых жидкость компрессора непосредственно контактировала с воздухом накатника. Данная схема имеет неустранимый недостаток — после стрельбы с максимальным углом возвышения быстрый перевод орудия на минимальное склонение и выстрел приводят к выходу противооткатного устройства из строя (Грабин В. Г. «Оружие победы»).

## Боеприпасы
| Индекс выстрела | Снаряд  | Тип                | Масса снаряда, кг |
| --------------- | ------- | ------------------ | ----------------- |
| УОФ-354Б        | ОФ-350  | осколочно-фугасный | 6,2               |
| УОФ-354А        | ОФ-250А | осколочно-фугасный | 6,23              |
| УБР-354А        | БР-350А | бронебойный        | 6,3               |
| УБР-354Б        | БР-350Б | бронебойный        | 6,3               |
| УШ-354          | Ш-354   | шрапнель           | 6,5               |

| Дальность     | 100 м | 300 м | 500 м | 1000 м | 1500 м | 3000 м |
| ------------- | ----- | ----- | ----- | ------ | ------ | ------ |
| Толщина брони | 66 мм | 63 мм | 60 мм | 62 мм  | 46 мм  | 41 мм  |

## Производство
Обе пушки производилась на Кировском заводе. Было выпущено:
Л-11
- В 1939 году 570 шт.
- В 1940 году 176 шт.

Ф-32
- В 1940 году 50 шт.
- В 1941 году 818 шт.

## Боевое применение
Устанавливалась на танках Т-34 (450 орудий), КВ-1 (144), на опытных танках СМК и Т-100, мотоброневагоне МБВ-2 № 2 (3). Кроме того, на базе Л-11 была создана казематная артиллерийская установка Л-17 образца 1940 года (выпущено около 600 орудий).